# Mecometopus remipes
Mecometopus remipes är en skalbaggsart som beskrevs av Bates 1885. Mecometopus remipes ingår i släktet Mecometopus och familjen långhorningar.
Artens utbredningsområde är Panama. Inga underarter finns listade i Catalogue of Life.